# Список самых высоких зданий Перми
В список самых высоких зданий Перми включены высотные здания высотой более 75 м. Под зданиями здесь понимаются наземные строительные сооружения с помещениями для проживания и (или) деятельности людей, размещения производств, хранения продукции или содержания животных. Мачты, трубы и прочие технические постройки, не предназначенные для проживания и (или) деятельности людей, или предназначенные частично (эксплуатируемые этажи занимают менее 50% строительного объёма сооружения), зданиями не являются.
Для жилых зданий, высота которых неизвестна, но известна этажность, общая высота вычисляется по формуле специалистами Совета по высотным зданиям и городской среде: для жилых зданий и отелей высота этажа принимается равной 3,1 м, для офисных — 3,9 м, для многофункциональных — 3,5 м . Соответственно, критерий включения в список для зданий с неизвестной высотой является следующим: 25 надземных этажей для жилых зданий, 21 этаж для многофункциональных, 19 этажей для офисных. Надземные технические этажи также учитываются. Если здание имеет не менее двух этажей с повышенной высотой потолков и изначально предназначенных под офисы, магазины, пентхаусы или художественные мастерские, то критерий включения в список снижается минимум на 1 этаж.

## История высотного строительства в Перми

### XVIII век—1920-е годы

Спасо-Преображенский кафедральный Собор

Почти сразу же после закладки Егошихинского медеплавильного завода при рабочем поселке было начато возведение первого культового сооружения старой Перми — церкви Петра и Павла. Церковь, первоначально выстроенная из дерева, была освящена 12 ноября 1726 года. В 1757 году её деревянное здание было разобрано в связи с возведением нового, каменного строения, которое сохранило прежнее название — «святых Петра и Павла». Церковь освятили 23 ноября 1764 года и на более чем 67 лет она будет доминирующим сооружением в Перми.
В 1823 году началось возведение колокольни при пермском Кафедральном соборе. Колокольня Спасо-Преображенского собора строилась восемь лет и только в 1831 г. на неё подняли старинные колокола бывшего Пыскорского монастыря. Высота колокольни была 67-метров. В годы гражданской войны в колокольню попал снаряд, и верхний этаж кафедрального собора Спасо-Преображенского монастыря сгорел. Позднее его не стали восстанавливать, и сейчас колокольня на один этаж ниже.

### 1930-е—1980-е годы

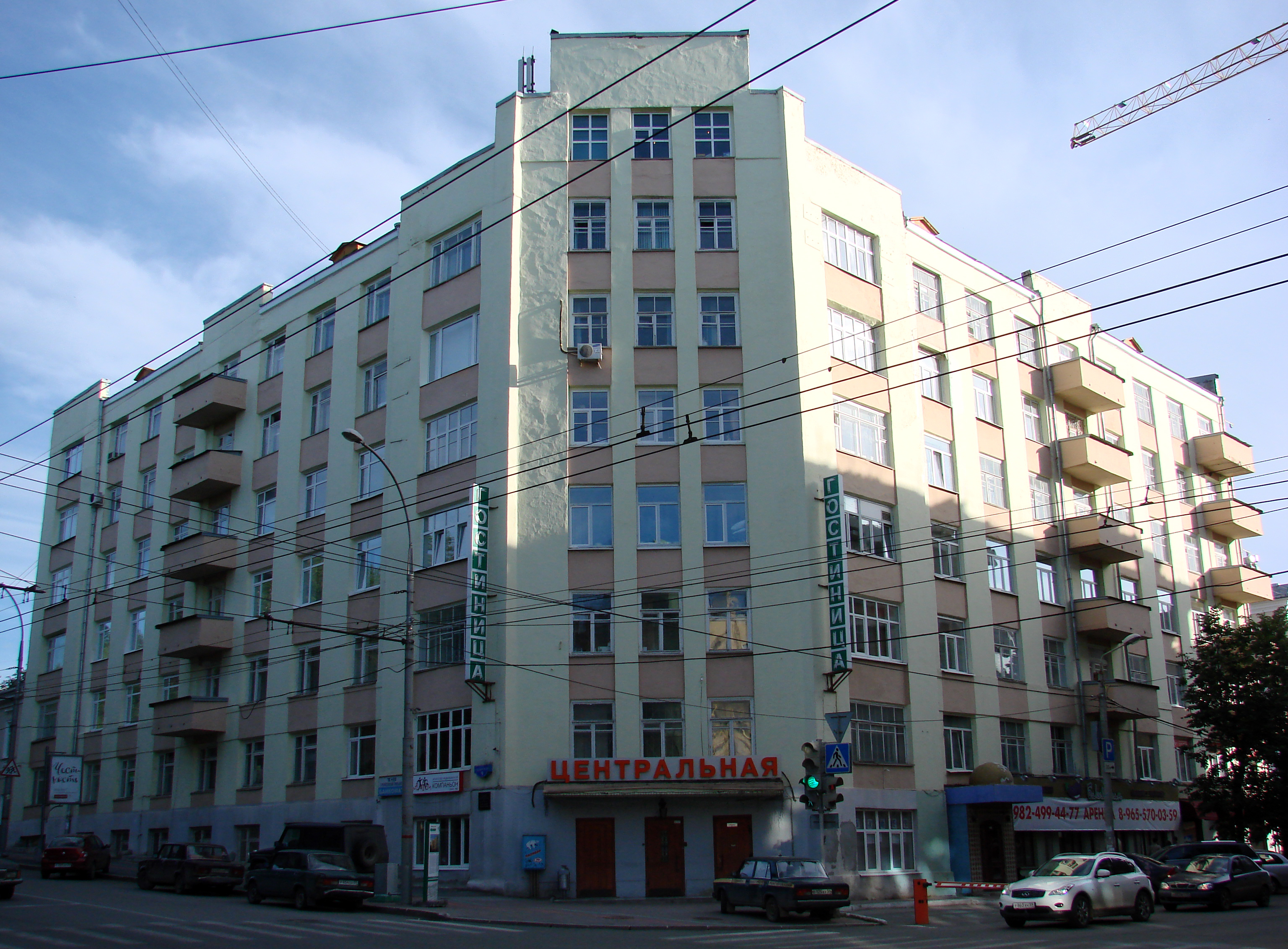
Гостиница Центральная

Начиная с 1930-х годов появилась тенденция к повышению этажности зданий города до 5-7 этажей. Наиболее яркими примерами того времени являются здание Горсовета, построенного в 1930 году, первое пятиэтажное здание в Перми, и гостиница Центральная, год постройки 1933, первый семиэтажный дом. 

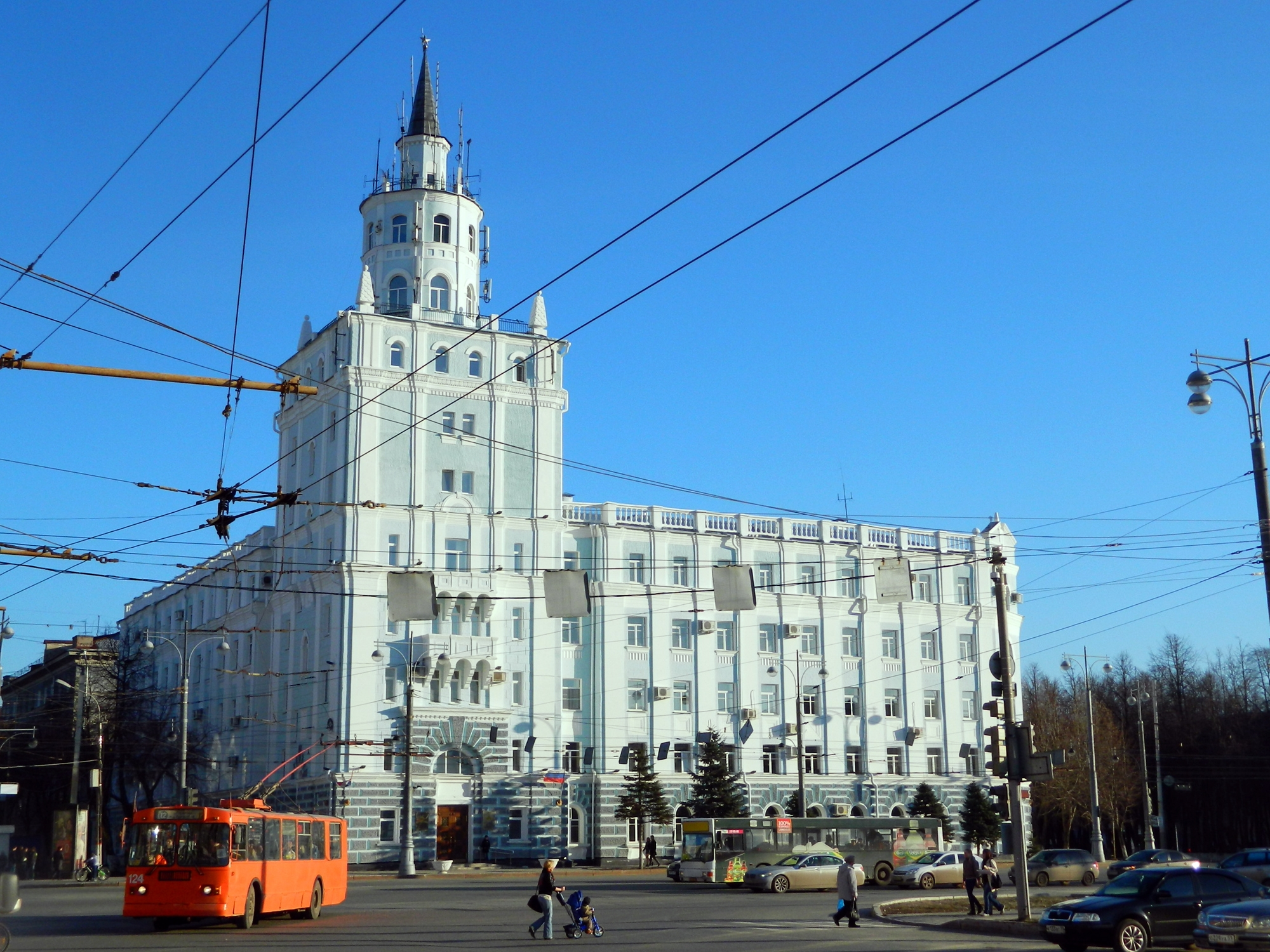
Здание Управления внутренних дел (УВД) Пермского края - "Башня смерти"

В период 1949—1952 годов было построено здание Управления внутренних дел (УВД) Пермского края (архитектор М. А. Перелешин). Здание построено в стиле советского монументального классицизма: при высоте в пять этажей оно занимает целый квартал между Комсомольским проспектом и улицей Героев Хасана и имеет трёхъярусную башню высотой 43 м. В целом оно напоминает облик московских высоток. Здание удачно замыкает перспективу Комсомольского проспекта и является доминантой Комсомольской площади города.

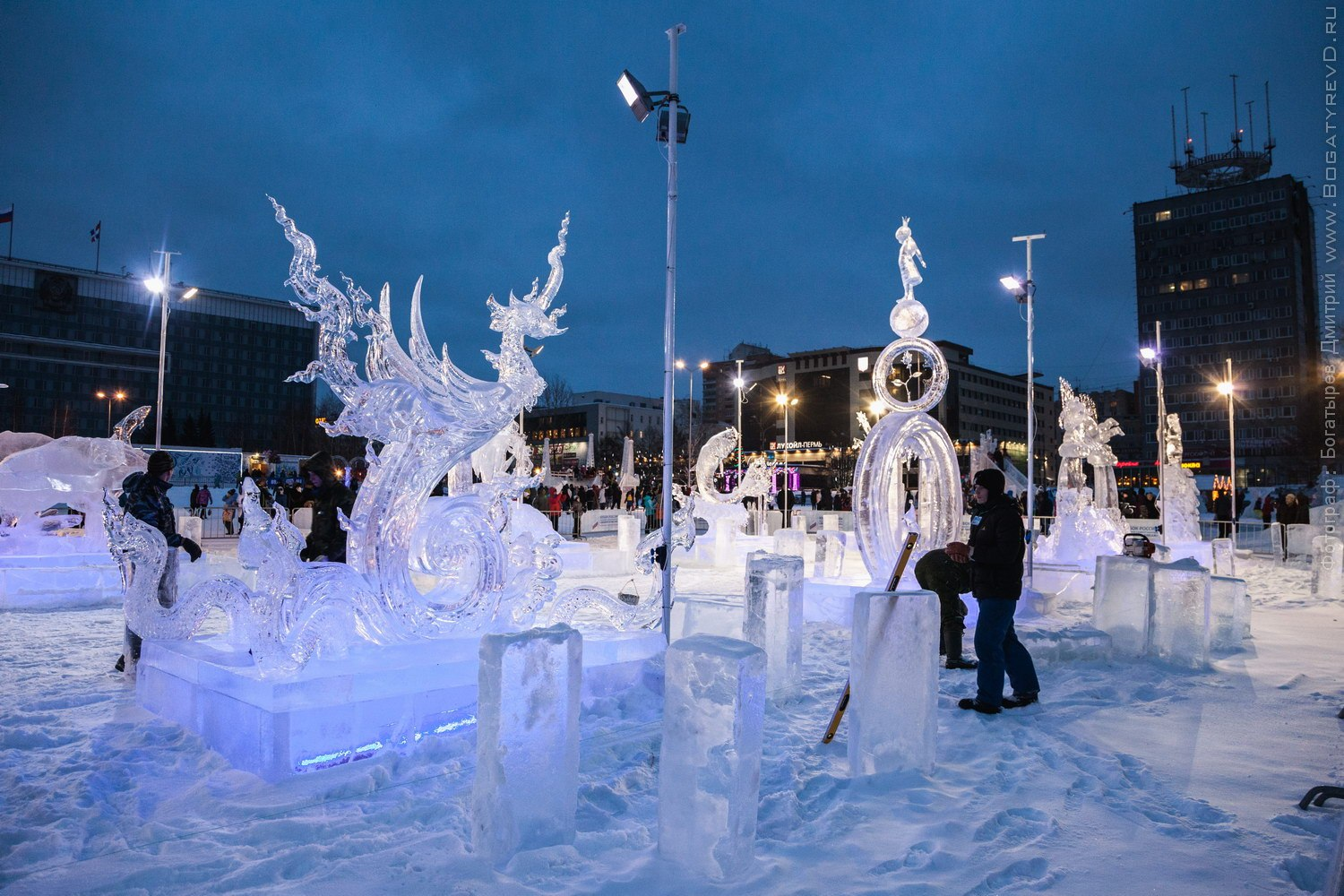
Эспланада. На заднем плане Урал ФД

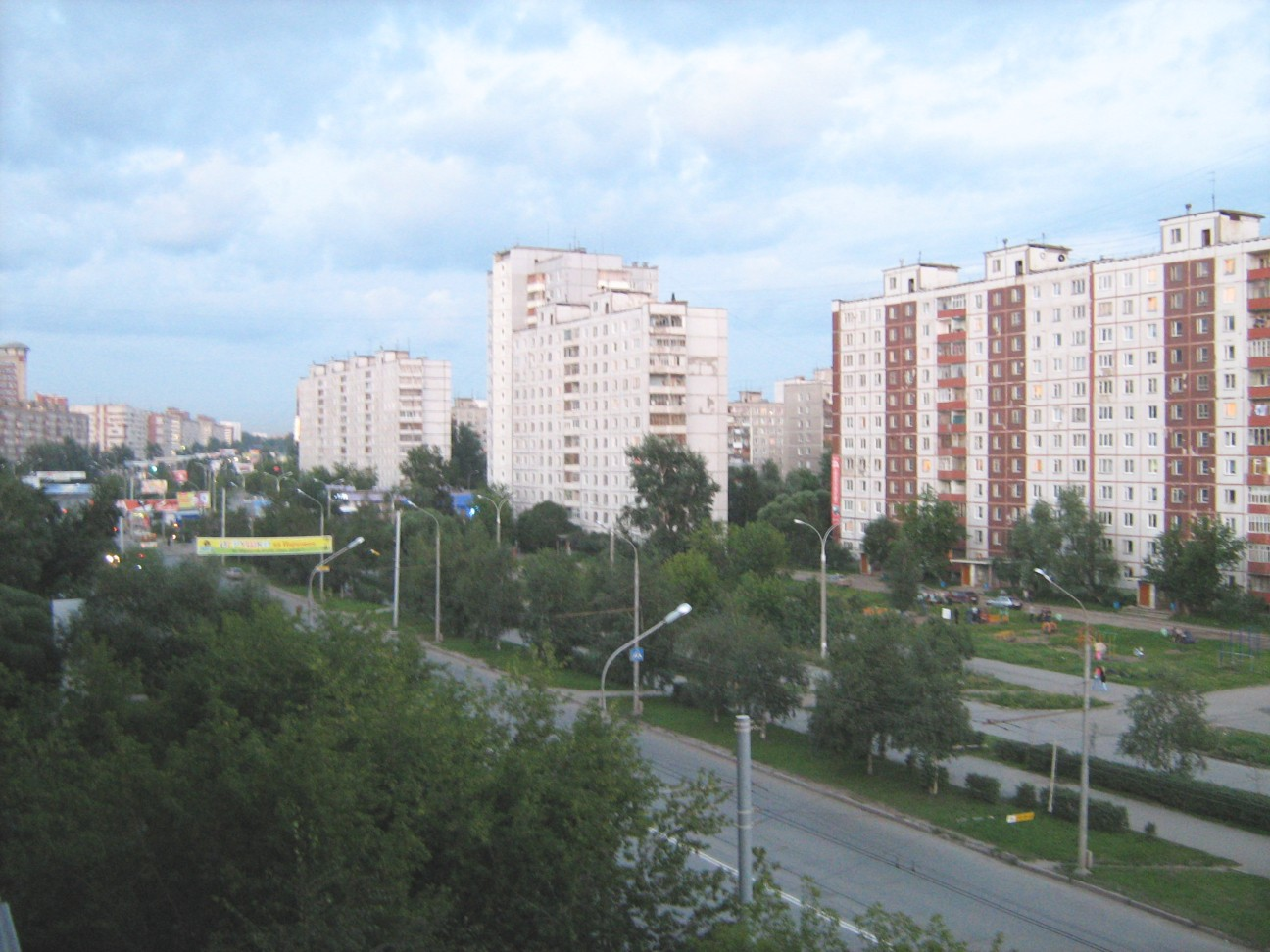
Проспект Парковый

Тем не менее, ни одно из построенных в Перми зданий нельзя было назвать высотным. Первые 9-этажные здания были построены в конце 1960-х. Разрешение на их строительство надо было брать в Москве. Запрос на возведение первых в городе четырех 9-этажек на Городских Горках, на улице Патриса Лумумбы обосновали планом создания общественного центра. Заказчик –  Управление капитального строительства Горисполкома Перми. Позже строительство 9-этажек стало привычным явлением. В городе появились: гостиница «Урал» (8 этажей), вторая очередь гостиницы «Прикамье» (8 этажей), многоэтажные дома на центральных улицах города.
Первое пятнадцати этажное здание появилось в Перми в 1972 году - здание треста Оргтехстроя (Урал ФД) (строительство 1967—1972, арх. А. И. Пилихин и Б. А. Зарицкий). Позже начиная с конца 1970-х годов в Перми, как и во многих других советских мегаполисах, началось массовое строительство 12-, 14- и 16-этажных типовых жилых домов.

### 1990-е—2020-е годы

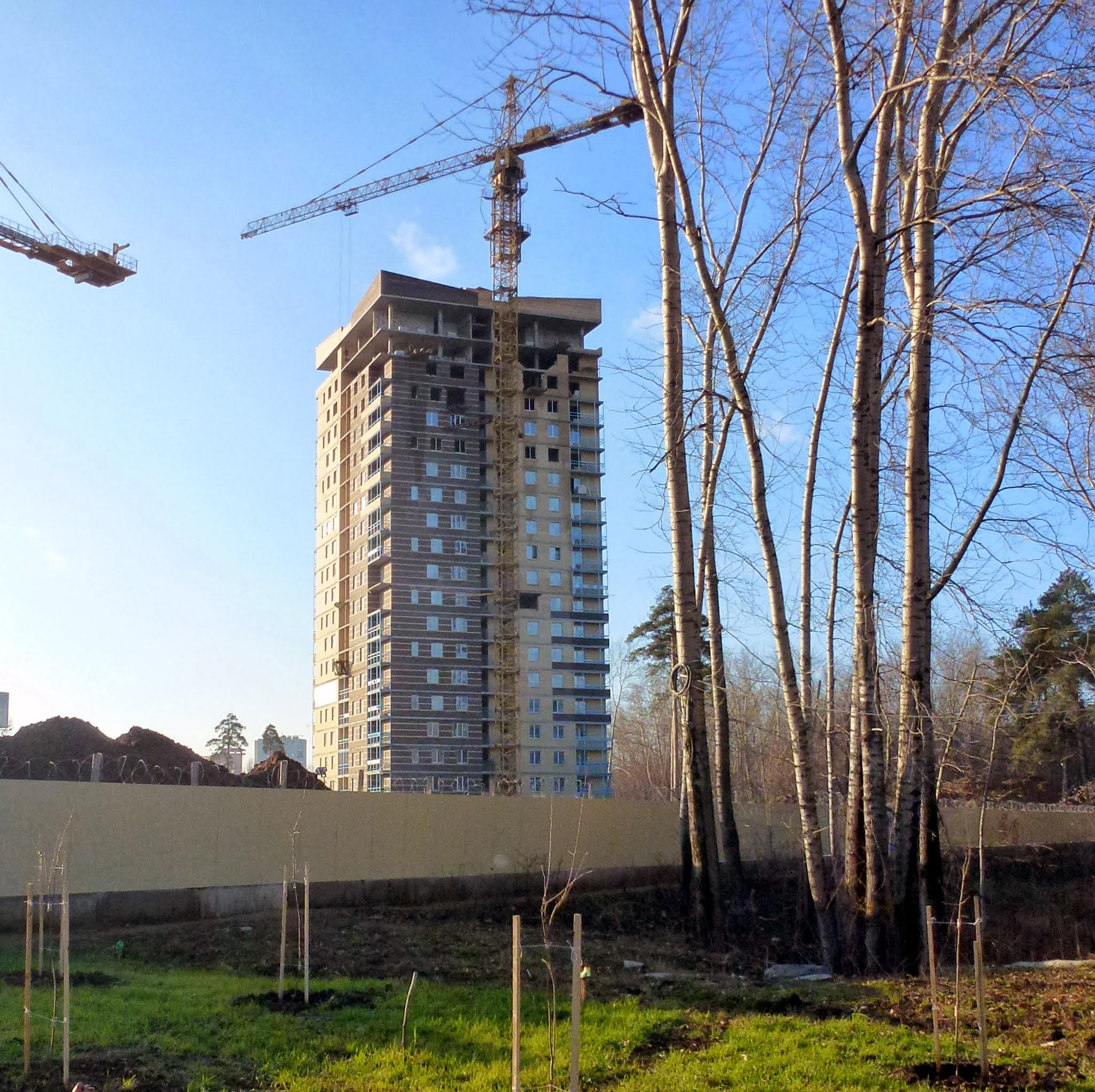
Жилой комплекс "Галактика"

С 2000 года в Перми начинается повсеместное строительство высотных домов, в основном это жилые комплексы от 20 этажей и выше. Первым перешагнувшим рубеж в 75 метров является 18-этажный Ж/К "27 St. of Newspaper «Star» по ул. Газеты "Звезда" 27. Строятся такие высотные здания как жилой комплекс (Ж/К) «Жемчужина» по Бульвару Гагарина 65б, 26-этажный Ж/К «Акварели» по ул. Вильвенская 6, 25-этажный, состоящий из двух башен Ж/К «Saturn-R-Towers». К началу 2010-х годов в городе строятся и закладываются новые жилые высотки в различных частях города: Ж/К «Полет», Ж/К «Аэлита», Ж/К «Альпийская горка», Ж/К "Грибоедовский квартал". Одновременно с этим разрабатываются и утверждаются такие проекты как Б/Ц "Город в городе" (отменен, вместо него строится МФЦ "Эспланада"), Ж/К "Солнечный город", третья и четвертая очереди Т/Ц "Колизей" (проект отменен) и пока не реализованные более амбициозные проекты небоскребов Ж/К "Парма-сити", 30 этажей (отменен), Ж/К "Порт-сити", 30 этажей (отменен) , Ж/К на Шпальной, 30 этажей (отменен) , Ж/К в Егошихе, 34 этажей (отменен) , Ж/К и МФК в Бахаревке, 35 этажей (отменен) , Ж/К "Камские ворота (Ворота Прикамья)", переродившийся в проект «Евро Тауэрс», 23, 36, 42 этажей (отменен) , Ж/К «Паруса над Камой», 45 этажей (отменен, на его месте реализован ЖК "Красная Горка") , башня МФК «Центральный рынок», 50 этажей (отменен) , три небоскреба в комплексе Пермь-сити, высотой 51, 66 и 51 этажей (проект изменен, высота снижена до 150 м, этажность — до 31 этажа), 3-я очередь  Ж/К «Арсенал», 61 этаж (отменен), а также некоторые другие проекты. В 2020 году в Ж/К «Гулливер» (на месте бывшей психотерапевтической больницы) построен самый высокий корпус «Headliner», 32 этажа, высотой 99,9 м.

## Построенные и достраивающиеся здания
В таблицу включаются построенные и достраивающиеся здания, достигшие своей максимальной высоты по проекту. Знак равенства (=) после номера здания в рейтинге свидетельствует о том, что аналогичную высоту имеет ещё как минимум одно здание. Для удобства пользования таблицей в ней используются некоторые сокращения: Ж/К — жилой комплекс; Б/Ц — бизнес-центр; Т/Ц — торговый центр.
| Место | Название строения                   | Фото | Высота, м     | Число этажей | Год постройки        | Адрес                         |
| ----- | ----------------------------------- | ---- | ------------- | ------------ | -------------------- | ----------------------------- |
| 1     | Ж/К «Гулливер», «Headliner»         |      | 99,9          | 31+1         | 2020                 | ул. Революции, 48В            |
| 2     | Ж/К «Альпийская горка», «ЭДЕЛЬВЕЙС» |      | ≈91 (по арке) | 25+1         | 18 декабря 2013 года | ул. Чернышевского, 15б        |
| 3=    | Ж/К «Грибоедовский квартал»         |      | 89,54         | 25           | декабрь 2014         | ул. Уинская, 29               |
| 3=    | Ж/К «Грибоедовский квартал»         |      | 89,54         | 25           | декабрь 2012         | ул. Уинская, 31               |
| 3=    | Ж/К «Грибоедовский квартал»         |      | 89,54         | 25           | декабрь 2012         | ул. Уинская, 33               |
| 3=    | Ж/К «Грибоедовский квартал»         |      | 89,54         | 25           | 13 сентября 2012     | ул. Уинская, 35               |
| 3=    | Ж/К «Грибоедовский квартал»         |      | 89,54         | 25           | декабрь 2014         | ул. Уинская, 37               |
| 3=    | Ж/К «Грибоедовский квартал»         |      | 89,54         | 25           | декабрь 2015         | ул. Уинская, 41               |
| 3=    | Ж/К «Грибоедовский квартал»         |      | 89,54         | 25           | октябрь 2017         | ул. Уинская, 43               |
| 3=    | Ж/К «Грибоедовский квартал»         |      | 89,54         | 25           | декабрь 2016         | ул. Грибоедова, 74            |
| 3=    | Ж/К «Грибоедовский квартал»         |      | 89,54         | 25           | январь 2018          | ул. Грибоедова, 72            |
| 4     | Ж/К «Жемчужина»                     |      | 89            | 27+2         | февраль 2009         | бульвар Гагарина, 65а         |
| 5=    | Saturn-R-Towers Ж/К «Sapfir»        |      | 88,65         | 2×26         | декабрь 2008         | ул. Окулова, 18               |
| 6=    | Ж/К «Альпийская горка», «КРОКУС»    |      | 88            | 3×25+1       | апрель 2010          | ул. Чернышевского, 15а        |
| 6=    | Ж/К «Альпийская горка», «ИРИС»      |      | 88            | 25+1         | 29 декабря 2011      | ул. Чернышевского,15в         |
| 7=    | Ж/К «Арсенал»                       |      | ≈87           | 25           | декабрь 2018         | ул. Красные казармы, 64       |
| 7=    | Ж/К «Арсенал»                       |      | ≈87           | 25           | декабрь 2018         | ул. Красные казармы, 67       |
| 7=    | Ж/К «Арсенал»                       |      | ≈87           | 25           | декабрь 2018         | ул. Красные казармы, 68       |
| 7=    | Ж/К «Арсенал»                       |      | ≈87           | 25           | сентябрь 2019        | ул. Красные казармы, 69       |
| 7=    | Ж/К «Арсенал»                       |      | ≈87           | 25           | 2 кв. 2020           | ул. В. Татищева, 4            |
| 7=    | Ж/К «Арсенал»                       |      | ≈87           | 25           | декабрь 2019         | ул. В. Татищева, 6            |
| 7=    | Ж/К «Арсенал»                       |      | ≈87           | 25           | декабрь 2019         | ул. В. Татищева, 8            |
| 7=    | Ж/К «Гулливер»                      |      | ≈87           | 25           | сентябрь 2017        | ул. Революции 48а             |
| 7=    | Ж/К «Гулливер»                      |      | ≈87           | 23-25        | декабрь 2017         | ул. Революции 48б             |
| 7=    | Ж/К «Гулливер»                      |      | ≈87           | 23-25        | сентябрь 2019        | ул. Революции 52б             |
| 7=    | Ж/К «Гулливер»                      |      | ≈87           | 23-25        | 2 сентября 2020      | ул. Революции 52в             |
| 7=    | Ж/К «Гулливер»                      |      | ≈87           | 22-25        | ноябрь 2018          | ул. Революции 54              |
| 7=    | Ж/К «Мирный»                        |      | ≈87           | 25           | сентябрь 2018        | ул. Советской Армии, 60       |
| 7=    | Ж/К «Верба»                         |      | ≈87           | 25+1         | июнь 2018            | ул. Окулова, 62               |
| 7=    | Ж/К «Пионер»                        |      | ≈87           | 25           | октябрь 2018         | ул. Солдатова, 29в            |
| 8     | Б/Ц «Green Plaza»                   |      | 86,67         | 19+2         | 6 октября 2011       | ул. Куйбышева,95в             |
| 9     | Ж/К «Легенда»                       |      | 83,7          | 25+2         | 1 кв. 2021           | ул. Карпинского, 14           |
| 10    | Ж/К «Красная Горка»                 |      | 83,5          | 25           | декабрь 2015         | ул. Фрезеровщиков, 86         |
| 11    | Ж/К «Сибирия Парк»                  |      | 83,2          | 2×22         | декабрь 2016         | ул. 25 Октября, 77            |
| 12    | Ж/К «Механошина»                    |      | 82,91         | 26+1         | сентябрь 2014        | ул. Механошина, 15            |
| 13    | Ж/К «Акварели»                      |      | 82            | 25           | декабрь 2007         | ул. Вильвенская, 6            |
| 14=   | Ж/К «Пушкинский Квартал»            |      | 81            | 24           | июль 2009            | ул. Пушкина, 50               |
| 14=   | Ж/К «Аэлита»                        |      | 81            | 26+1         | 2010                 | ул. Беляева, 40б              |
| 14=   | Ж/К «Аэлита»                        |      | 81            | 26+1         | июнь 2012            | ул. Беляева, 40в              |
| 14=   | Ж/К «Аэлита»                        |      | 81            | 26+1         | май 2011             | ул. Беляева, 40г              |
| 14=   | Ж/К «Аэлита»                        |      | 81            | 26+1         | декабрь 2011         | ул. Беляева, 40д              |
| 15    | Ж/К «Журавли»                       |      | 77,7          | 25           | декабрь 2016         | ул. Вильямса, 51а/1           |
| 16=   | Ж/К «Полёт»                         |      | 77,5          | 25+1         | сентябрь 2009 г.     | шоссе Космонавтов, 213        |
| 16=   | Ж/К «Полёт»                         |      | 77,5          | 25+1         | август 2010 г.       | шоссе Космонавтов, 215        |
| 16=   | Ж/К «Полёт»                         |      | 77,5          | 25+1         | сентябрь 2008 г.     | шоссе Космонавтов, 217        |
| 16=   | Ж/К «Полёт»                         |      | 77,5          | 25+1         | сентябрь 2011 г.     | ул. Мира, 136                 |
| 16=   | Ж/К «Виктория» корпус «А»           |      | 77,5          | 23+2         | 28 сентября 2011     | ул. Революции, 21             |
| 16=   | Ж/К «Данилиха»                      |      | 77,5          | 25           | декабрь 2016         | ул. Полевая, 10               |
| 16=   | Ж/К «Данилиха»                      |      | 77,5          | 25           | декабрь 2017         | ул. Крылова, 15               |
| 16=   | Ж/К «Данилиха»                      |      | 77,5          | 25           | декабрь 2017         | ул. Крылова, 15а              |
| 16=   | Ж/К «Данилиха»                      |      | 77,5          | 25           | декабрь 2017         | ул. Крылова, 17               |
| 16=   | Ж/К «Новый Центр»                   |      | 77,5          | 25           | ноябрь 2017          | ул. Революции, 24             |
| 16=   | Ж/К «Новый Центр»                   |      | 77,5          | 25           | ноябрь 2018          | ул. Революции, 22 (1 очередь) |
| 16=   | Ж/К «Новый Центр»                   |      | 77,5          | 25           | сентябрь 2019        | ул. Революции, 22 (2 очередь) |
| 16=   | Ж/К «Выше Мира»                     |      | 77,5          | 25           | декабрь 2017         | ул. Власова, 4                |
| 16=   | Ж/К «Ольховский»                    |      | 77,5          | 25           | сентябрь 2018        | ул. Куфонина, 10б             |
| 16=   | Ж/К «Клевер»                        |      | 77,5          | 18-25        | ноябрь 2018          | ул. Подлесная, 2              |
| 16=   | Ж/К                                 |      | 77,5          | 25           | декабрь 2018         | ул. Героев Хасана, 11б        |
| 16=   | Ж/К «Краски»                        |      | 77,5          | 25           | май 2019             | ул. Мира, 115б                |
| 16=   | Ж/К «Золотой»                       |      | 77,5          | 25           | сентябрь 2019        | ул. Калинина, 66              |
| 16=   | Ж/К                                 |      | 77,5          | 25           | декабрь 2019         | ул. Чернышевского, 39         |
| 16=   | Ж/К «Завидный дом»                  |      | 77,5          | 25           | декабрь 2019         | ул. Строителей, 28            |
| 16=   | Ж/К «Чехов»                         |      | 77,5          | 25           | декабрь 2019         | ул. Карбышева, 47б            |
| 16=   | Ж/К «Дуэт»                          |      | 77,5          | 25           | декабрь 2019         | ул. Энгельса, 27              |
| 16=   | Ж/К «Рубин»                         |      | 77,5          | 25           | март 2020            | ул. Тургенева, 33д            |
| 16=   | Ж/К «Изумрудный»                    |      | 77,5          | 25           | 4 кв. 2020           | ул. Веселая, 18               |
| 16=   | Ж/К «Географ»                       |      | 77,5          | 25           | 2 кв. 2021           | ул. Оханская, 29              |
| 17    | Ж/К «Квартет»                       |      | 77            | 24+1         | 30 апреля 2014       | ул. Юрша, 86                  |
| 18    | Ж/К                                 |      | 76,1          | 25           | июль 2016            | ул. Уинская, 15а              |
| 19=   | Ж/К «Солнечный город»               |      | 76            | 25           | ноябрь 2015          | ул. Н. Островского, 93д       |
| 19=   | Ж/К «Солнечный город»               |      | 76            | 25           | декабрь 2016         | ул. Н. Островского, 93в       |
| 19=   | Ж/К «Солнечный город»               |      | 76            | 25           | декабрь 2017         | ул. Н. Островского, 93        |
| 19=   | Ж/К                                 |      | 76 (по шпилю) | 18           | 2001                 | ул. Газеты "Звезда", 27       |
| 20    | Ж/К «Онегин»                        |      | 75,9          | 22           | декабрь 2017         | ул. Пушкина, 72               |

## Здания, находящиеся в процессе строительства
В таблицу включаются строящиеся здания, ещё не достигшие максимальной высоты. Для удобства пользования таблицей в ней используются некоторые сокращения: Ж/К — жилой комплекс; Б/Ц — бизнес-центр; Т/Ц — торговый центр.
| Место | Название строения  | Фото | Высота, м | Число этажей | Год завершения строительства | Адрес                         |
| ----- | ------------------ | ---- | --------- | ------------ | ---------------------------- | ----------------------------- |
| 1     | Ж/К «Дядя Степа»   |      |           | 26           | 2 кв. 2021                   | ул. Буксирная, 10             |
| 2     | Ж/К «Счастье»      |      | 75        | 25           | 4 кв. 2021                   | ул. Карпинского, 50, секция 5 |
| 3     | Ж/К «Арсенал»      |      | ≈87       | 25           |                              | ул. В. Генина, 3              |
| 4     | Ж/К «Арсенал»      |      | ≈87       | 25           |                              | ул. К. Модераха, 6            |
| 5     | Ж/К «Арсенал»      |      | ≈87       | 25           |                              | ул. К. Модераха, 8            |
| 6     | Ж/К «Дипломат»     |      | 75        | 25           | 4 кв. 2021                   | ул. Ектериненская, 177а       |
| 7     | Ж/К «Скандинавия»  |      | 75        | 26           | 4 кв. 2021                   | ул. Строителей, 18а           |
| 8     | Ж/К «Родной дом»   |      | 75        | 25           | 2 кв. 2021                   | ул. Леонова, 45               |
| 9     | Ж/К «Браво»        |      | 75        | 25           | 4 кв. 2021                   | ул. Чернышевского, 22         |
| 10    | Ж/К «Дом на Малой» |      | 75        | 25           | 1 кв. 2022                   | ул. Малая, 3                  |
| 11    | Ж/К «Паркер»       |      | 75        | 25           | 1 кв. 2022                   | ул. Строителей, 37а           |

## Здания, предложенные к строительству
В таблицу включаются предложенные к строительству здания, возведение которых ещё не начато.
| Место | Название строения         | Фото | Высота, м    | Число этажей     | Статус                                                           | Адрес                                  | Примечания  |
| ----- | ------------------------- | ---- | ------------ | ---------------- | ---------------------------------------------------------------- | -------------------------------------- | ----------- |
| 1     | Пермь-Сити                |      | 283          | 66               | Проект изменен. Высота снижена до 150 м, этажность — до 31 этажа |                                        | [ 6 ] [ 7 ] |
| 2     | Пермь-Сити                |      | 223          | 51               | Проект изменен                                                   |                                        | [ 6 ] [ 7 ] |
| 3     | 3-я очередь Ж/К «Арсенал» |      | 210          | 61               | Строительство отменено                                           | Красные Казармы                        | [ 8 ] [ 9 ] |
| 4     | Пермь-Сити                |      | 173          | 51               | Проект изменен                                                   |                                        | [ 6 ] [ 7 ] |
| 5     | Ж/К «Евро Тауэрс»         |      | 150, 132, 81 | 2×42, 2×36, 2×23 | Строительство отменено                                           | г. Пермь, Ленинский район, 5-й квартал |             |
| 6=    | Ж/К «Парма-сити»          |      | н/д (≈100)   | 25-30            | Строительство отменено                                           |                                        |             |
| 6=    | Ж/К «Порт-сити»           |      | н/д (≈100)   | 25-30            | Строительство отменено                                           | г. Пермь, Ленинский район,Набережная   |             |
| 8     | Т/Ц «Колизей-3»           |      | н/д (≈80)    | 23               | Дата начала строительства не определена                          |                                        |             |
| 9=    | Ж/К «Слудская горка»      |      | н/д (≈75)    | 4×25             | Дата начала строительства не определена                          | ул. Докучаева, 55а                     |             |
| 9=    | Ж/К «Forma»               |      | н/д (≈75)    | 25               | Дата начала строительства не определена                          | ул. Островского, 67                    |             |

## Хронология постройки самых высоких зданий Перми
| Название                                    | Фото | Год постройки (сдачи) объекта           | Высота, м           | Число этажей | Статус |
| ------------------------------------------- | ---- | --------------------------------------- | ------------------- | ------------ | --- |
| Церковь Петра и Павла                       |      | 12 (23) ноября 1726 года                | 20                  | 2            | в 1757 году деревянное здание было разобрано |
| Каменная церковь Петра и Павла              |      | 23 ноября (4 декабря) 1764 года         | 30                  | 4            | Ныне это Собор Святых Петра и Павла |
| Колокольня при пермском Кафедральном соборе |      | 1831 год                                | 67                  | 6            | С 1930 по 2023 - здание Пермской Государственной Художественной Галереи. В настоящее время реконструируется для нужд Пермской митрополии, ориентировочный срок окончания реконструкции - 2029 год. |
| Жилой дом по ул. Газеты "Звезда", 27        |      | 2001 год                                | 76 (по шпилю)       | 18           | Первое в Перми жилое здание превышающее отметку 75 м |
| Ж/К «Акварели»                              |      | декабрь 2007 года                       | 82                  | 26           | |
| Saturn-R-Towers Ж/К «Sapfir»                |      | декабрь 2008 года                       | 88,65               | 2×26         | |
| Ж/К «Жемчужина»                             |      | февраль 2009 года                       | 89                  | 27+2         | |
| Ж/К "Грибоедовский квартал"                 |      | 13 сентября 2012 года (ул. Уинская, 35) | 89.54               | 25+1         | |
| Ж/К «Альпийская горка», «ЭДЕЛЬВЕЙС»         |      | 18 декабря 2013 года                    | н/д (≈91) (по арке) | 25+1         | |
| Ж/К «Гуливер», «Headliner»                  |      | январь 2020 года                        | 99.9                | 31+1         | |

## Фотогалерея

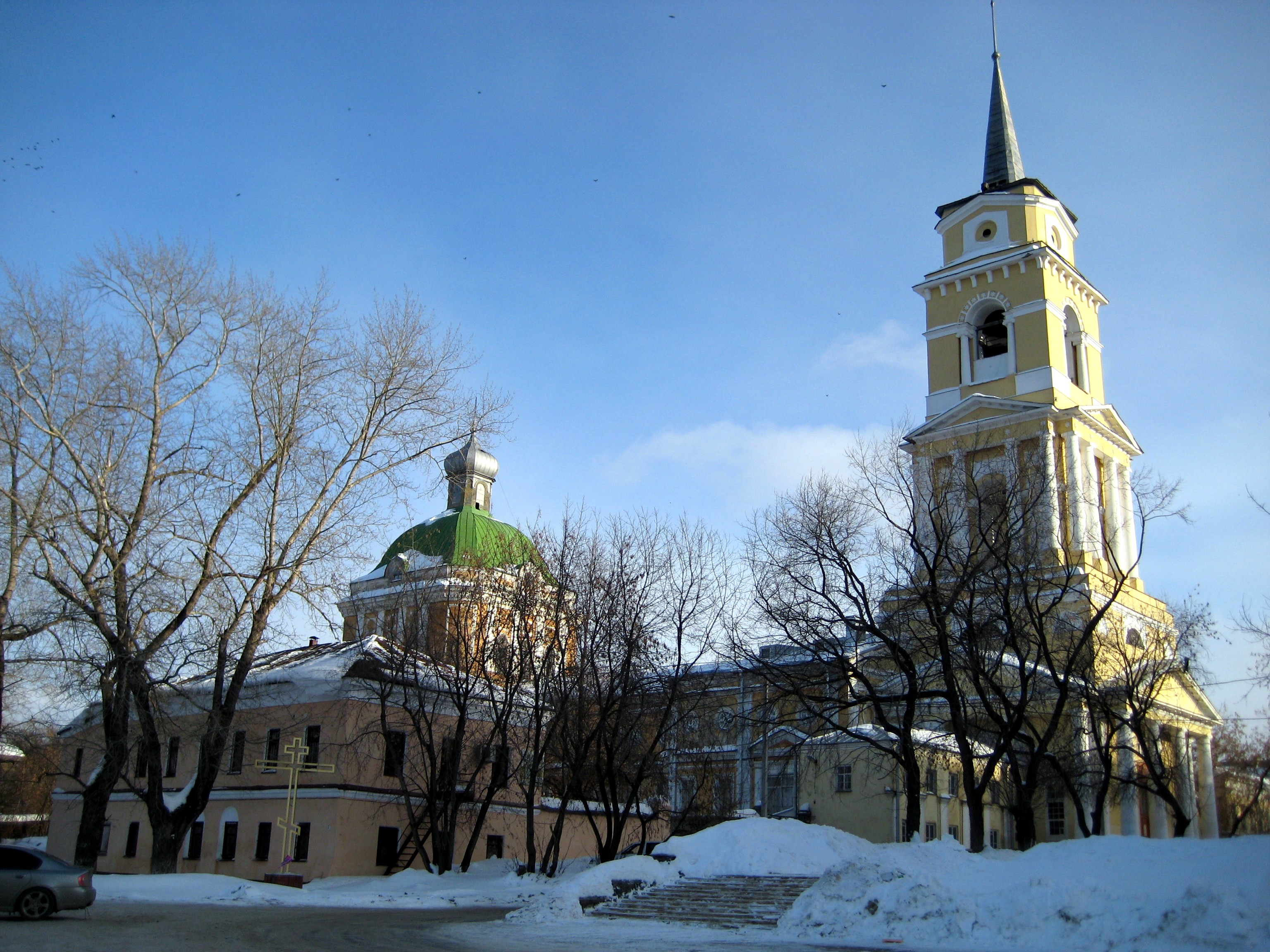
Спасо-Преображенский кафедральный Собор
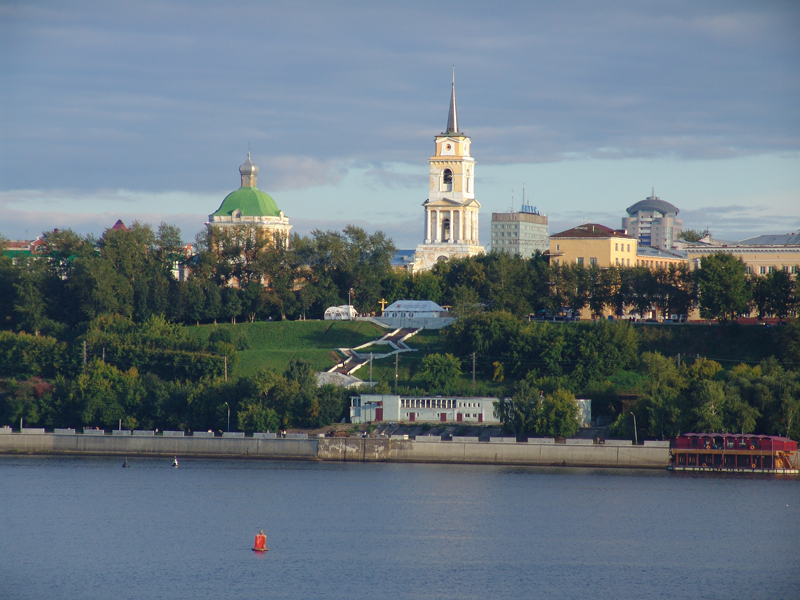
Спасо-Преображенский кафедральный Собор